# Чеккано, Джордано де
Джордано де Чеккано (Giordano de Ceccano, O.Cist., также известный как Iordanus de Ceccano) — католический церковный деятель XII века, граф Чеккано. Аббат монастыря Фоссанова. На консистории 12 марта 1188 года был провозглашен кардиналом-священником с титулом церкви Санта-Пуденциана. В июне 1188 года был послан в качестве папского легата во Францию и Германию вместе с кардиналом Пьетро. Участвовал в выборах папы 1191 (Целестин III) и 1198 (Иннокентий III) годов.